# Malamatidia thorelli
Malamatidia thorelli là một loài nhện trong họ Clubionidae.
Loài này thuộc chi Malamatidia. Malamatidia thorelli được Christa L. Deeleman-Reinhold miêu tả năm 2001.